# 憾事一樁
《憾事一樁》（A Painful Case），愛爾蘭作家喬伊斯的短篇小說，發表於1914年，收錄於《都柏林人》一書。
詹姆斯‧達菲（Duffer）是貝格街上的一家私人銀行的出納員，每天下午四點鐘一到，他就下班了。沒有朋友，也無知己；不上教堂，也無信仰。只有在聖誕節、或葬禮的時候，才去拜訪戚友。
一天晚上，他在羅湯塔劇院看戲，碰巧坐在兩位女士旁邊，他知道這是一對母女。他看著這位母親，給人一種高傲的感覺。幾星期之後，他們又在愛爾福·泰瑞絲的音樂會上碰面，他得知她叫做希尼可（Sinico）太太，丈夫是一艘來往於都柏林和荷蘭之間的商船船長，育有一女瑪麗。達菲到她家做客，希尼可船長以為這是因他喜歡自己的女兒，所以竭誠歡迎他來拜訪。他們兩人開啟了往後頻繁的約會，兩人在都柏林郊外的小別墅共度良宵。
有一回希尼可太太牽著達菲的手，並把它貼到她的臉頰上，但達菲臨時畏縮，整整一個禮拜，他都沒去看她。達菲最後一次見希尼可女士，兩人約在公園大門外的一間小蛋糕店裡碰面，他告訴希尼可太太說：“人與人的結合，必然以悲劇收場”。達菲先生恢復他過去一成不變的生活，書架上則擺著兩本尼采的書：《查拉圖斯特拉如是說》和《歡愉的智慧》，他在紙條上寫道“男人與男人之間不可能有愛情，因為他們不能性交；男人與女人之間不可能有友情，因為他們必須性交。”。
四年後，他從報紙上得知希尼可夫人因車禍去世，一些往事的記憶也開始浮現眼前。他想起了她曾經觸摸他的手，記得有一個女人曾經那樣的愛過他，而他卻摧毀了她的生命與幸福。在酒館裡，他捫心自問，“對這件悲劇，他又能怎樣？他不能和她繼續玩這自欺欺人的鬧劇。”離開酒館的時候，已經晚上九點多了。這時夜色寒涼而蒼茫，在公園裡，他又回到四年前他們共同漫步的僻靜小巷。他感覺到她的聲音環繞在耳際，她牽著他的手。他確定那是他失去一生中最重要的一次愛情，現在他覺得他真的是孤獨的一個人了。

## 外部連結
- 憾事一樁[永久]